# Marie Anna Bavorská (1551–1608)
Marie Anna Bavorská (21. března 1551 v Mnichově – 29. dubna 1608 ve Štýrském Hradci) byla princezna bavorská, a vévodkyně štýrská, korutanská a kraňská, manželka arcivévody Karla II.

## Život

### Dětství a původ
Narodila se jako nejstarší dcera bavorského vévody Albrechta V. a Anny Habsburské, dcery císaře Ferdinanda I. Matka ji vychovávala velmi přísně a často tělesně trestala. Výchova byla nábožensky založena a vedena v přísně katolickém duchu. Kromě základního vzdělání byla vyučována latině a hudbě. Hrála na varhany a měla ráda duchovní hudbu.

### Sňatek
Měla se provdat za sedmihradského vévodu Jana Zikmunda Zápolského, z tohoto sňatkového projektu však sešlo. Nakonec se v roce 1571 jako dvacetiletá provdala za svého jednatřicetiletého strýce Karla II. Štýrského, který vládl v tzv. Vnitřních Rakousích. Karel byl mladší bratr Mariiny matky Anny. Velkolepé a mimořádné svatební slavnosti připomínalo ještě v roce 1854 jezdecké defilé české šlechty, uspořádané v Praze při příležitosti sňatku císaře Františka Josefa I. s Alžbětou Bavorskou.
Z manželství, které trvalo do Karlovy smrti v roce 1590, vzešlo 15 dětí.

### Politický a kulturní vliv
Jako přesvědčená katolička podněcovala svého muže ke krokům proti protestantské šlechtě ve Štýrsku. Pečlivě dbala na výchovu svých dětí, při níž uplatňovala obdobné metody jako její matka. Dohlížela na to, aby byly děti vedeny ke katolictví a jejich vzdělání svěřovala jezuitům. Její syn, pozdější císař Ferdinand II. zůstal pod jejím vlivem i v dospělosti. Dochovala se jejich korespondence, kde se syn jako štýrský vévoda se svojí matkou radil o všech svých politických krocích, zejména při uplatňování rekatolizace ve Štýrsku.
Měla zálibu v okázalé nádheře a ráda se zúčastňovala náboženských procesí a poutí. Věnovala se charitativní činnosti. Do služeb katolické víry stavěla i výtvarné umění a hudbu.
Zemřela ve Štýrském Hradci v roce 1608. Pohřbena byla nejprve v klášteře klarisek a později v mauzoleu ve Štýrském Hradci, které nechal vystavět její syn Ferdinand II.

## Děti
V manželství s Karlem II., trvajícím 19 let, porodila 15 dětí. Poslední z potomků se narodil jako pohrobek, tedy až po Karlově smrti.
- Ferdinand (*/† 1572)
- Anna (16. srpna 1573 – 10. února 1598),

⚭ 1592 Zikmund III. Vasa (20. června 1566 – 30. dubna 1632), polský a švédský král, velkokníže litevský
- Marie Kristina (10. listopadu 1574 – 6. dubna 1621), kněžna sedmihradská; abatyše řádu sester Srdce Ježíšova v Hallu

⚭ 1595 Zikmund Báthory (1573–1613), rozvedli se v roce 1599
- Kateřina Renata (4. ledna 1576 – 29. června 1599), rakouská arcivévodkyně, svobodná a bezdětná
- Alžběta (13. března 1577 – 29. ledna 1586), rakouská arcivévodkyně
- Ferdinand II. (9. července 1578 – 15. února 1637), císař Svaté říše římské
⚭ 1600 Marie Anna Bavorská (8. prosince 1574 – 8. března 1616)
⚭ 1622 Eleonora Gonzagová (23. září 1598 – 27. června 1655)
- Karel (17. července 1579 – 17. května 1580)
- Gregoria Maxmiliána (22. března 1581 – 20. září 1597), rakouská arcivévodkyně
- Eleonora (25. září 1582 – 28. ledna 1620), rakouská arcivévodkyně, svobodná a bezdětná
- Maxmilián Arnošt (17. listopadu 1583 – 18. února 1616), komtur v Řádu německých rytířů, nikdy se neoženil, ale měl nelegitimního syna
- Markéta (25. prosince 1584 – 3. října 1611),

⚭ 1599 Filip III. (14. dubna 1578 – 31. března 162), král španělský, portugalský, neapolský a sicilský
- Leopold V. (9. října 1586 – 13. září 1632), pasovský a štrasburský biskup,
⚭ 1626 Klaudie Medicejská (4. června 1604 – 25. prosince 1648)
- Konstance (24. prosince 1588 – 10. července 1631),

⚭ 1605 Zikmund III. Vasa (20. června 1566 – 30. dubna 1632), polský a švédský král, velkokníže litevský
- Marie Magdalena (7. října 1589 – 1. listopadu 1631),

⚭ 1608 Cosimo II. Medicejský (12. května 1590 – 28. února 1621), toskánský velkovévoda
- Karel (7. srpna 1590 – 28. prosince 1624), pohrobek, biskup vratislavský a bolzansko-brixenský, velmistr Řádu německých rytířů, portugalský místokrál, svobodný a bezdětný

## Vývod z předků
|                     |                         |  |                          |                            |  |  |  |  |  |  |  | Albrecht III. |
|                     |                         |  |                          |                            |  |  |  |  |  |  |  |               |
|                     | Albrecht IV. Bavorský   |  |                          |                            |  |  |  |  |  |  |  |               |
|                     |                         |  |                          |                            |  |  |  |  |  |  |  |               |
|                     |                         |  |                          | Anna Brunšvicko-Lüneburská |  |  |  |  |  |  |  |               |
|                     |                         |  |                          |                            |  |  |  |  |  |  |  |               |
|                     | Vilém IV. Bavorský      |  |                          |                            |  |  |  |  |  |  |  |               |
|                     |                         |  |                          |                            |  |  |  |  |  |  |  |               |
|                     |                         |  |                          | Fridrich III. Habsburský   |  |  |  |  |  |  |  |               |
|                     |                         |  |                          |                            |  |  |  |  |  |  |  |               |
|                     | Kunhuta Habsburská      |  |                          |                            |  |  |  |  |  |  |  |               |
|                     |                         |  |                          |                            |  |  |  |  |  |  |  |               |
|                     |                         |  |                          | Eleonora Portugalská       |  |  |  |  |  |  |  |               |
|                     |                         |  |                          |                            |  |  |  |  |  |  |  |               |
|                     | Albrecht V. Bavorský    |  |                          |                            |  |  |  |  |  |  |  |               |
|                     |                         |  |                          |                            |  |  |  |  |  |  |  |               |
|                     |                         |  |                          | Kryštof I. Bádenský        |  |  |  |  |  |  |  |               |
|                     |                         |  |                          |                            |  |  |  |  |  |  |  |               |
|                     | Filip I. Bádenský       |  |                          |                            |  |  |  |  |  |  |  |               |
|                     |                         |  |                          |                            |  |  |  |  |  |  |  |               |
|                     |                         |  |                          | Otilie z Katzenelnbogenu   |  |  |  |  |  |  |  |               |
|                     |                         |  |                          |                            |  |  |  |  |  |  |  |               |
|                     | Jakobea z Badenu        |  |                          |                            |  |  |  |  |  |  |  |               |
|                     |                         |  |                          |                            |  |  |  |  |  |  |  |               |
|                     |                         |  |                          | Filip Falcký               |  |  |  |  |  |  |  |               |
|                     |                         |  |                          |                            |  |  |  |  |  |  |  |               |
|                     | Alžběta Falcká          |  |                          |                            |  |  |  |  |  |  |  |               |
|                     |                         |  |                          |                            |  |  |  |  |  |  |  |               |
|                     |                         |  |                          | Markéta Bavorská           |  |  |  |  |  |  |  |               |
|                     |                         |  |                          |                            |  |  |  |  |  |  |  |               |
| Marie Anna Bavorská |                         |  |                          |                            |  |  |  |  |  |  |  |               |
|                     |                         |  |                          |                            |  |  |  |  |  |  |  |               |
|                     |                         |  | Maximilián I. Habsburský |                            |  |  |  |  |  |  |  |               |
|                     |                         |  |                          |                            |  |  |  |  |  |  |  |               |
|                     | Filip I. Kastilský      |  |                          |                            |  |  |  |  |  |  |  |               |
|                     |                         |  |                          |                            |  |  |  |  |  |  |  |               |
|                     |                         |  |                          | Marie Burgundská           |  |  |  |  |  |  |  |               |
|                     |                         |  |                          |                            |  |  |  |  |  |  |  |               |
|                     | Ferdinand I. Habsburský |  |                          |                            |  |  |  |  |  |  |  |               |
|                     |                         |  |                          |                            |  |  |  |  |  |  |  |               |
|                     |                         |  |                          | Ferdinand II. Aragonský    |  |  |  |  |  |  |  |               |
|                     |                         |  |                          |                            |  |  |  |  |  |  |  |               |
|                     | Jana I. Kastilská       |  |                          |                            |  |  |  |  |  |  |  |               |
|                     |                         |  |                          |                            |  |  |  |  |  |  |  |               |
|                     |                         |  |                          | Isabela Kastilská          |  |  |  |  |  |  |  |               |
|                     |                         |  |                          |                            |  |  |  |  |  |  |  |               |
|                     | Anna Habsburská         |  |                          |                            |  |  |  |  |  |  |  |               |
|                     |                         |  |                          |                            |  |  |  |  |  |  |  |               |
|                     |                         |  |                          | Kazimír IV. Jagellonský    |  |  |  |  |  |  |  |               |
|                     |                         |  |                          |                            |  |  |  |  |  |  |  |               |
|                     | Vladislav Jagellonský   |  |                          |                            |  |  |  |  |  |  |  |               |
|                     |                         |  |                          |                            |  |  |  |  |  |  |  |               |
|                     |                         |  |                          | Alžběta Habsburská         |  |  |  |  |  |  |  |               |
|                     |                         |  |                          |                            |  |  |  |  |  |  |  |               |
|                     | Anna Jagellonská        |  |                          |                            |  |  |  |  |  |  |  |               |
|                     |                         |  |                          |                            |  |  |  |  |  |  |  |               |
|                     |                         |  |                          | Gaston II. de Foix-Candale |  |  |  |  |  |  |  |               |
|                     |                         |  |                          |                            |  |  |  |  |  |  |  |               |
|                     | Anna z Foix a Candale   |  |                          |                            |  |  |  |  |  |  |  |               |
|                     |                         |  |                          |                            |  |  |  |  |  |  |  |               |
|                     |                         |  |                          | Kateřina z Foix            |  |  |  |  |  |  |  |               |
|                     |                         |  |                          |                            |  |  |  |  |  |  |  |               |